# Giacomo Mancini (politico 1972)
Giacomo Mancini (Bologna, 20 luglio 1972) è un politico italiano, detto anche Giacomo Mancini Jr per differenziarlo dal nonno Giacomo Mancini (deputato, ministro e segretario del Partito Socialista Italiano).

## Biografia
Il padre Pietro, ex sindaco, giornalista, la madre Lorenza era architetto. Laureato in Giurisprudenza ed avvocato, vive a Cosenza. Militante socialista, è stato deputato nazionale, ha fatto parte dei Socialisti Democratici Italiani, successivamente ha aderito a Forza Italia, quindi al Popolo della Libertà ed infine al PD.
Ha due figli nati a Cosenza nel 2004 e nel 2008.

### Attività politica
La famiglia, socialista, è originaria di Malito, nella Valle del Savuto. Nel 1870 il capostipite Giacomo, appena ventenne, partecipò alla breccia di porta Pia e alla presa di Roma. Pietro, il bisnonno, fu allievo di Antonio Labriola.
Il nonno Giacomo fu deputato dalla prima alla decima legislatura, più volte ministro nei governi di centrosinistra, segretario nazionale del PSI e sindaco di Cosenza. Dopo la scomparsa della madre, avvenuta quando aveva diciassette anni, vive con il nonno, che gli trasmette la passione per l'impegno politico e che segue fin da giovanissimo nell'attività politica nei comuni calabresi.
A 26 anni, nel 1999, è eletto consigliere provinciale nel collegio del Savuto. Riprende la pubblicazione di La parola socialista, primo foglio distribuito dopo la caduta del regime, fondato nel 1905 dal bisnonno Pietro.
Nel 2001 viene eletto deputato nelle liste dei Democratici di Sinistra, in rappresentanza del "PSE-Lista Mancini" che aveva stipulato in Calabria un accordo federativo. Nel 2002 è eletto consigliere comunale di Cosenza e, dopo la scomparsa del nonno, assume la guida della Lista Mancini. Alla Camera dei deputati, è stato prima membro della Commissione Giustizia e poi della Commissione Affari Costituzionali.
Nel 2005 il "PSE-Lista Mancini" entra a far parte dei Socialisti Democratici Italiani (SDI), di cui Mancini diventa responsabile nazionale per le organizzazioni sociali. Viene rieletto deputato nel 2006 per la Rosa nel Pugno, di cui è stato capogruppo in Commissione Affari Esteri e nella Commissione bicamerale Antimafia. Sempre nello stesso 2006 si candida a sindaco di Cosenza, fuori dal centrosinistra, sostenuto dalla Rosa nel Pugno e da Rifondazione Comunista, ottenendo il 30% dei voti. 
Si ricandida alla Camera dei deputati nel 2008 per il Partito Socialista, lista che tuttavia non ottiene seggi.
A seguito della sconfitta elettorale, assume un atteggiamento critico nei confronti del centrosinistra e del Partito Democratico e, nel novembre 2008, annuncia la sua adesione al processo costituente del Popolo della Libertà, la formazione di centrodestra guidata da Silvio Berlusconi.
Nel 2009 si candida per il PdL alle elezioni europee nella circoscrizione meridionale, riportando circa 60.000 preferenze, senza risultare tra gli eletti.
Nell'aprile 2010 viene nominato assessore regionale con delega al Bilancio, Programmazione e Fondi comunitari nella Giunta di centrodestra guidata dal presidente della Regione Calabria Giuseppe Scopelliti.
Nel febbraio 2018 ha aderito al PD.